# Estação Ferroviária de Montijo
A Estação Ferroviária de Montijo, originalmente denominada de Aldegallega, foi uma interface ferroviária do Ramal do Montijo, que servia a localidade de Montijo, no distrito de Setúbal, em Portugal.

## História

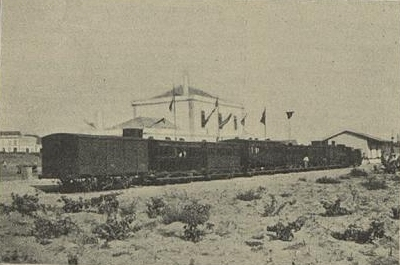
Inauguração da estação do Montijo

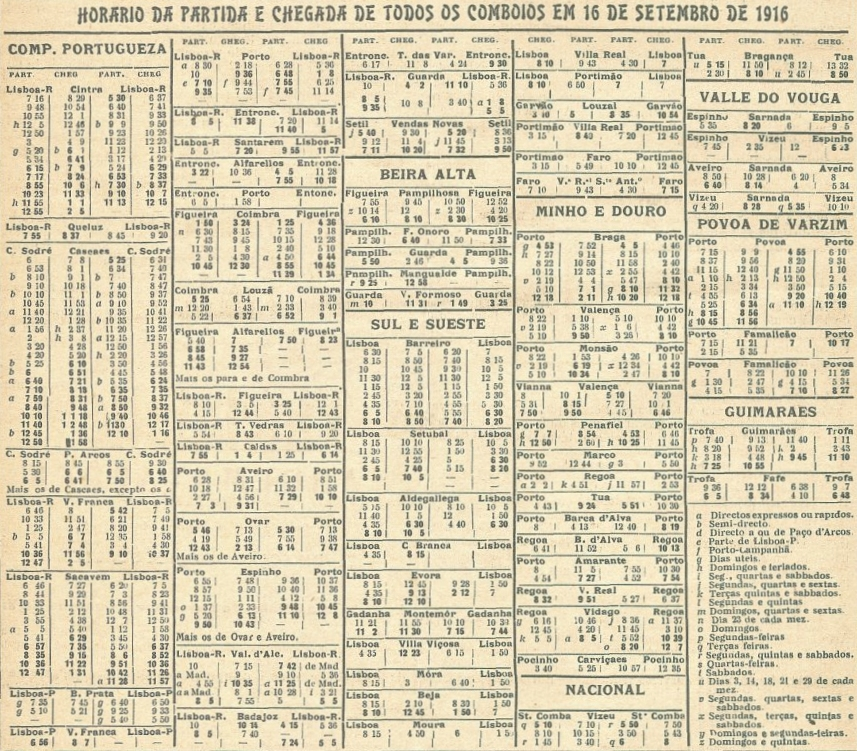
Horários de 1916, onde esta gare ainda aparece com o nome original, Aldegallega

### Inauguração
O Ramal do Montijo abriu à exploração em 4 de Outubro de 1908.

### Ligação prevista à Linha do Sorraia
Um dos projetos introduzidos pelo Decreto n.º 18:190, de 28 de março de 1930, foi a Linha do Sorraia, que se devia iniciar em Ponte de Sor e a terminar em Lisboa, passando por Couço, Quinta Grande, e Alcochete, com uma ligação ao Ramal do Montijo; a travessia do Rio Tejo seria feita pela Ponte de Montijo, de grandes dimensões.

### Encerramento
O Ramal do Montijo foi encerrado em 1989.